# Mikoian-Gurevici MiG-31
Mikoian-Gurevici MiG-31 (în rusă Микоян МиГ-31, cod NATO: Foxhound) este un interceptor supersonic conceput pentru a înlocui modelul MiG-25 „Foxbat”. Este un avion foarte performant, fiind primul avion de vânătoare rusesc dotat cu radar cu baleiaj electronic (Zaslon) și rachete aer-aer cu rază lungă de acțiune. A fost proiectat pentru a apăra spațiul sovietic de bombardierele strategice americane cu penetrație la joasă altitudine și mai ales de rachetele de croazieră lansate de acestea.

## Legături externe
- MiG-31[nefuncțională]
 pe siteul Vocea Rusiei.